# جناح الدولة حسين بن ملاعب
جناح الدولة حسين بن ملاعب الأشهبي، (بالإنجليزية: Janah ad-Dawla)، (توفي 496هـ - 1103م ) حاكم حمص، وهو شقيق سيف الدولة خلف بن ملاعب الأشهبي

## حكمه في حمص
تسلم قسيم الدولة آق سنقر مدينة حمص يعني من خلف بن ملاعب وقلعتها، فلما قتل قسيم الدولة قتله تاج الدولة (تتش بن ألب) وتسلم البلاد وسلم حمص إلى جناح الدولة وهو أتابك عسكر ولده الملك رضوان، فلما قتل تاج الدولة بالري استشعر جناح الدولة حسين من الملك رضوان وانفصل عنه، ووصل إلى حمص فنزل من القلعة إلى الجامع يوم الجمعة للصلاة فلما وصل مصلاه أتاه ثلاثة نفر من عجم الباطنية في زي الصوفية يستميحونه فوعدهم فهجموا عليه بسكاكينهم فقتلوه رحمه الله وقتلوا معه قوماً من أصحابه، وقتلوا وقتل نفر كانوا في الجامع من الصوفية العجم بالتهمة وهم أبرياء وذلك يوم الجمعة الثاني والعشرين من رجب سنة ست وتسعين وأربعمائة واختبط البلد، وخافوا من الإفرنج، فراسلوا شمس الملوك دقاق بن تتش يلتمسون منه انقاذ من يتسلم حمص وقلعتها قبل أن يخرج إليها ويتسلمها الإفرنج من تمتد أطماعهم، فتوجه شمس الملوك إليها وتسلمها وأحسن إلى أولاد جناح الدولة وسار بهم إلى دمشق فأقر عليهم اقطاع أبيهم.
في وقتاً لاحق من عام 1097، تشاجر رضوان مع ولي أمره جناح الدولة ، الذي كان ياغي سيان يريد الإنتقام منه شخصيًا ، فزاد من تحالفه مع رضوان بزواج ابنته منه. كان الاثنان على وشك الإقتتال في شيزر عندما وصلت أنباء الحملة الصليبية ، وتراجعت جميع الأطراف إلى أراضيها استعدادًا للهجمات القادمة.